# Sten Rynning
Sten Rynning (* 1967) ist ein dänischer Politikwissenschaftler, der zu den Vertretern des Realismus in den Internationalen Beziehungen zählt. Er lehrt als Professor an der Syddansk Universitet (SDU) in Odense. Er ist Direktor des Danish Institute of Advanced Study. 2011 gründete er das Center for War Studies an der SDU, das er bis 2019 leitete. 
Rynning amtierte 2011 bis 2015 als Präsident der Nordic International Studies Association. 2021 wurde er zum Ritter des 
Dannebrogordens ernannt.
Rynning gehört gemeinsam mit seinem Kollegen Jens Ringsmose (ebenfalls SDU) zu denjenigen Politikwissenschaftlern, die sich für eine Rückkehr zum klassischen Realismus in den Internationalen Beziehungen aussprechen und den modernen Neorealismus kritisieren. Moderne Neorealisten würden entweder davon ausgehen, dass alle Staaten „Status-quo-Spieler“ (defensiver Realismus) oder alle Staaten revisionistisch (offensiver Neorealismus) seien. Beide Denkweisen könnten Quellen und Dynamiken internationalen Wandels nicht erklären. Daher müsse der Realismus zu seinen Wurzeln zurückkehren.

## Schriften (Auswahl)
- NATO. From Cold War to Ukraine, a History of the World’s Most Powerful Alliance. Yale University Press, New Haven/London 2024, ISBN 978-0-300-27011-2, doi:10.12987/9780300277654.
- Mit Theo Farrell und Terry Terriff: Transforming Military Power since the Cold War. Britain, France, and the United States, 1991–2012. Cambridge University Press, New York 2013, ISBN 978-1-107-04432-6, doi:10.1017/CBO9781107360143.
- NATO in Afghanistan. The Liberal Disconnect. Stanford University Press, Stanford 2012, ISBN 978-0-804-78237-1, doi:10.1515/9780804784948.
- NATO Renewed. The Power and Purpose of Transatlantic Cooperation. Palgrave Macmillan, New York 2005, ISBN 1-403-97065-3, doi:10.1057/9781403978431.
- Changing Military Doctrine. Presidents and Military Power in Fifth Republic France, 1958–2000. Praeger, Westport 2001, ISBN 0-275-97286-0.